# Schnabelsmühle (Hückeswagen)
Die Schnabelsmühle war eine hochmittelalterliche Bannmühle an der Wupper in Hückeswagen, die sich im 19. Jahrhundert zu einer Tuchfabrik der Gebrüder Eugen & Franz Schnabel entwickelte und 1973 für den Bau der Wupper-Vorsperre abgerissen wurde. Heute trägt ein Hückeswagener Wohngebiet und trug eine inzwischen abgerissene Gaststätte den Namen Schnabelsmühle.

## Geschichte
Die urkundliche Ersterwähnung der Mühle als molendium quod est prope castrum huckingissuage (Mühle, die nahe der Burg Hückeswagen ist) fand im Jahr 1189 statt, als Graf Heinrich von Hückeswagen unter anderem die Einnahmen aus dem Mühlenzwang an Graf Engelbert von Berg verpfändete, der ihm im Gegenzug dafür einen Kredit von 100 Mark gewährte. Als gräfliche Bannmühle waren die Bauern gezwungen dort ihr Korn malen zu lassen. Eine weitere Erwähnung fand im Jahr 1507 statt, als ein Johann von der Hoen die Mühle für zwölf Jahre pachtete.
Am 20. April 1822 kaufte der Elberfelder Bürgermeister Johann Rütger Brüning für 4.500 Reichstaler die verfallene Mühle vom preußischen Staat, in dessen Besitz sie mittlerweile gelangt war, und verkaufte sie 1827 für knapp 5.400 Reichstaler an die Gebrüder Eugen & Franz Schnabel weiter. Seit diesem Zeitpunkt wurde die Mühle als Schnabelsmühle bezeichnet.
Die Gebrüder Schnabel bauten die Mühle zu einer Textilfabrik aus und stellten 1834 eine der ersten Dampfmaschinen an der Wupper dort auf. Das Wasserrad wurde 1836 durch eine Wasserturbine ersetzt. 1852 fanden 150 Menschen in der Schnabelsmühle Beschäftigung. In den 1860er Jahren gab es an diesem Standort ausweislich einer Ansicht des Fabrik mehrere Produktionsgebäude, ein Maschinenhaus mit Dampfschornstein und einen Gasometer.
1907 verkauften die Gebrüder Eugen & Franz Schnabel die Fabrik an ihre Vettern Cornelius & Franz Schnabel, die ein paar hundert Meter flussabwärts ebenfalls eine Tuchfabrik errichtet hatten. 1952 wurden noch einige technische Einrichtungen erneuert, dann aber die Produktion 1970 eingestellt.
1973 wurden fast alle Gebäude der Fabrik abgerissen, da der Wupperverband an dieser Stelle die Wupper-Vorsperre der Wuppertalsperre errichtete. Die Vorsperre wurde 1976 eingeweiht, das letzte Gebäude am Ufer, das Gelände zeitweise als Schrottplatz in Nutzung, wurde bis 1987 abgetragen. Ab 1990 entstand an dem Standort der Schnabelsmühle ein neues Wohngebiet gleichen Namens.